# Huamatambo (distrito)
Huamatambo é um distrito do Peru, departamento de Huancavelica, localizada na província de Castrovirreyna.

## Transporte
O distrito de Huamatambo é servido pela seguinte rodovia:
- HV-114, que liga a cidade de Arma  ao distrito de San Juan [1][2][3]